# Karin van Noort
Karin van Noort es una deportista neerlandesa que compitió en natación sincronizada. Ganó una medalla de oro en el Campeonato Europeo de Natación de 1977, en la prueba de equipo.

## Palmarés internacional
| Campeonato Europeo | Campeonato Europeo | Campeonato Europeo | Campeonato Europeo |
| Año                | Lugar              | Medalla            | Prueba             |
| ------------------ | ------------------ | ------------------ | ------------------ |
| 1977               | Jönköping (Suecia) | Medalla de oro     | Equipo             |